# Woke
Woke betyder, at man er bevidst om og optaget af social uretfærdighed, racisme, manglende ligestilling eller lignende. En person kan være woke, hvis vedkommende er optaget af identitetspolitik, især hvis man reagerer negativt på handlinger og udsagn, som rammer minoriteter særlig hårdt.
Ordet bruges også polemisk i debatter til at betegne en overdreven optagethed af social og racemæssig uretfærdighed mv. Siden sidst i 2010-tallet er det i USA blevet brugt som et nedsættende udtryk om personer generelt, der er eller opfattes som politisk venstreorienterede.

## Etymologi
Udtrykket kendes på dansk fra 2017. Det kommer fra det tilsvarende amerikanske udtryk woke, som egentlig er datidsformen af wake ("vågne"). Udtrykket er opstået i den afrikansk-amerikanske sociolekt African American Vernacular English og svarer sprogligt til standardformen awake ("vågen") i moderne engelsk.

## Udbredelse
Oprindelig blev udtrykket brugt i USA i en ret vid betydning om personer, der var vågne og bevidste, ikke mindst om samfundsforhold generelt og om populærkultur. Omkring 2010 begyndte ordet at optræde i en mere specifik rolle i den amerikanske samfundsdebat, især i forbindelse med opmærksomhed på vold og diskrimination mod afrikansk-amerikanere og andre mindretal. I forbindelse med den fremvoksende Black Lives Matter-bevægelse i kølvandet på nedskydningen af den 18-årige sorte Michael Brown i Ferguson i Missouri i 2014 blev ordet woke anvendt i denne mere aktivistiske betydning, blandt andet i slagordet Stay Woke! ("Vær bevidst!"). Fra dette tidspunkt er ordet også begyndt at blive spredt som låneord til andre sprog, herunder dansk.

## Kritik og anti-woke-modbevægelse
Betegnelsen har flere kritikere, der mener, at opfordringen til årvågenhed mod diskrimering og særlige diskrimerende udsagn i nogle tilfælde tipper over i en overdrevet form for politisk korrekthed. Den amerikanske sociolog Musa al-Gharbi har beskyldt store dele af woke-bevægelsen for at være privilegieblind.
Bevægelser, der opfattes som woke, er i stigende grad blevet kritiseret fra især højrefløjen for at anvende cancel culture-redskaber til fx at udskamme anderledes tænkende. Der er således opstået en anti-woke-modbevægelse. Omvendt beskyldes anti-woke-bevægelsen for at være drevet af en højreorienteret, hvid og privilegeret magtelite.